# Marcos Antonio García Nascimento
Marcos Antonio García Nascimento (Franca, 21 oktober 1979), ook wel kortweg Nasa genoemd, is een Braziliaans voetballer.